# Croûte de lait
Les croûtes de lait, également appelées dermite séborrhéique du nourrisson, sont une affection cutanée bénigne courante chez les bébés, caractérisée par des plaques squameuses jaunâtres ou brunâtres sur le cuir chevelu. Cette condition touche environ 70 % des nourrissons dans les trois premiers mois de leur vie.

## Causes
L'origine exacte des croûtes de lait n'est pas entièrement élucidée, mais plusieurs facteurs sont suspectés :
- Surproduction de sébum due à l'influence des hormones maternelles
- Prolifération excessive de la levure Malassezia sur la peau du bébé
- Prédisposition génétique

## Symptômes
Les principaux signes des croûtes de lait sont :
- Des plaques squameuses sur le cuir chevelu, parfois sur le visage ou d'autres parties du corps
- Une peau grasse ou sèche sous les squames
- Rarement, des démangeaisons ou une légère rougeur

## Diagnostic
Le diagnostic est généralement clinique, basé sur l'apparence caractéristique des lésions. Dans les cas atypiques, une consultation dermatologique peut être nécessaire pour exclure d'autres affections cutanées.

## Traitement
Bien que les croûtes de lait disparaissent souvent spontanément, plusieurs traitements peuvent être utilisés :
- Application d'huiles végétales (amande douce, olive) pour ramollir les croûtes
- Shampoings doux spécifiques pour bébés
- Dans les cas plus sévères, des antifongiques ou des corticostéroïdes topiques légers peuvent être prescrits par un médecin

## Pronostic
Les croûtes de lait sont une affection bénigne qui se résout généralement sans complication avant l'âge d'un an. Cependant, elles peuvent parfois persister ou réapparaître plus tard sous forme de dermite séborrhéique.